# Dendrosphaera eberhardtii
Dendrosphaera eberhardtii är en svampart som beskrevs av Pat. 1907. Dendrosphaera eberhardtii ingår i släktet Dendrosphaera och familjen Trichocomaceae.   Inga underarter finns listade i Catalogue of Life.